# Койола, Кристиан
Кристиан Койола (фин. Kristian Kojola; 12 сентября 1986, Эспоо) — финский футболист, защитник.

## Карьера
Карьеру начал в клубе «Эспоо». В 2005 году был отдан в аренду в «Альянсси», в составе которого Койола выиграл Кубок Лиги. В 2006 году вернулся из аренды в «Эспоо», а через сезон перешёл в клуб «Хямеэнлинна». Там Койола играл два года, затем провёл два сезона в «Яро». В 2010 году играл за «Тампере Юнайтед», а уже через год перешёл в «Мариехамн».

## Карьера в сборной
Провёл за юношескую сборную Финляндии до 17 лет 11 матчей. В её составе выступал на Чемпионате мира по футболу среди юношеских команд 2003, который проходил в Финляндии.

## Достижения
«Альянсси»
- Обладатель Кубка Лиги Финляндии : 2005

«Мариехамн»
- Чемпион Финляндии (1): 2016